# António Pinto (atleta)
António Coelho Pinto (Vila Garcia, 22 marzo 1966) è un ex mezzofondista e maratoneta portoghese, campione europeo dei 10000 metri piani a Budapest 1998.

## Biografia
Si dedica all'atletica leggera nel 1986, lasciando il ciclismo e ottiene subito ottimo risultati: nel 1988 disputa la finale olimpica dei 10 000 metri, concludendo la prova al 13º posto. Dieci anni dopo è campione europeo dei 10 000 m, titolo consolidato nel 1999 dal record continentale della specialità.
Successivamente decide di abbandonare la pista per dedicarsi alla maratona, esordendo nella nuova specialità alla maratona di Carpi, dove si piazza 7º con il tempo di 2h12'39". Vince la maratona di Londra per tre volte: 1992, 1997 e 2000. Il suo record personale nella maratona è 2h06'36", record europeo di specialità.
Ha partecipato tre volte nella maratona ai Giochi olimpici: ritirato nel 1992, 14º nel 1996 e 11º nel 2000.

## Campionati nazionali
1987
- Bronzo ai campionati portoghesi, 10000 m piani - 28'28"73

1992
- Oro ai campionati portoghesi di corsa campestre

1994
- Oro ai campionati portoghesi, 5000 m piani - 13'23"09

1999
- Oro ai campionati portoghesi, 5000 m piani - 13'34"31

2001
- 27º ai campionati portoghesi di corsa campestre

2002
- Bronzo ai campionati portoghesi di corsa campestre - 33'30"

## Altre competizioni internazionali
1988
- 7º al Cross de Bolbec ( Bolbec) - 28'28"
- 6º al Cross L'Equipe ( Parigi) - 25'34"

1989
- Oro alla 20 km Parigi ( Parigi), 20 km - 58'46"
- Oro alla CrossCup de Hannut ( Hannut) - 32'12"
- 15º al Cross des Mureaux ( Parigi)

1990
- Argento al Jogging des Notaires ( Parigi), 10,5 km - 27'55"
- Bronzo al Cross de Bolbec ( Bolbec) - 27'42"

1991
- 7º alla Maratona d'Italia ( Carpi) - 2h12'39"
- Argento alla Mezza maratona di Lisbona ( Lisbona) - 1h01'45"
- 10º al Cross des Mureaux ( Parigi) - 27'39"

1992
- Oro alla Maratona di Londra ( Londra) - 2h10'02"
- Oro alla Corrida de San Joao	( Porto), 13,5 km - 38'59"
- 4º all'Amendoeiras em Flor ( Albufeira) - 29'19"

1993
- 6º alla 20 km Parigi ( Parigi), 20 km - 59'02"

1994
- Oro alla Maratona di Berlino ( Berlino) - 2h08'31"
- Argento alla Maratona di Parigi ( Parigi) - 2h10'58"
- Argento alla Mezza maratona di Lisbona ( Lisbona) - 1h01'55"

1995
- Bronzo alla Maratona di Londra ( Londra) - 2h08'48"
- Argento alla Mezza maratona di Lisbona ( Lisbona) - 1h01'07"
- Oro alla Corrida de San Joao	( Porto), 13,13 km - 37'42"
- 4º al Giro podistico internazionale di Castelbuono ( Castelbuono) - 33'28"
- Oro alla Euro Parque Road Race ( Porto) - 28'42"
- 14º all'Amendoeiras em Flor ( Albufeira) - 30'16"

1996
- Argento alla Maratona di Tokyo ( Tokyo) - 2h08'38"
- Oro alla Corrida de San Joao	( Porto), 13,1 km - 37'58"

1997
- Oro alla Maratona di Londra ( Londra) - 2h07'55"
- Bronzo alla Mezza maratona di Lisbona ( Lisbona) - 1h01'39"
- Oro alla Mezza maratona di Pombal ( Pombal) - 1h04'00"
- Bronzo alla Corrida de San Joao	( Porto), 13,3 km - 37'42"

1998
- 13º alla Maratona di Fukuoka ( Fukuoka) - 2h12'28"
- Oro alla Mezza maratona di Lisbona ( Lisbona) - 59'43"
- 13º alla Mezza maratona di Ovar ( Ovar) - 1h06'06"
- Bronzo al Giro podistico internazionale di Castelbuono ( Castelbuono) - 33'30"
- 32º all'Amendoeiras em Flor ( Albufeira) - 31'16"

1999
- Argento alla Maratona di Londra ( Londra) - 2h09'00"
- 8º alla Mezza maratona di Lisbona ( Lisbona) - 1h01'40"
- 9º alla Route du Vin ( Grevenmacher) - 1h03'41"
- 14º alla Great North Run ( Newcastle upon Tyne) - 1h05'02"

2000
- Oro alla Maratona di Londra ( Londra) - 2h06'36"
- 7º alla Mezza maratona di Lisbona ( Lisbona) - 1h00'35"
- Oro alla Great Scottish Run ( Glasgow) - 1h02'04"
- 16º alla Great North Run ( Newcastle upon Tyne) - 1h04'39"

2001
- Bronzo alla Maratona di Londra ( Londra) - 2h09'36"
- 8º alla Mezza maratona di Lisbona ( Lisbona) - 1h01'16"

2002
- 8º alla Maratona di Londra ( Londra) - 2h09'10'
- 9º alla Mezza maratona di Lisbona ( Lisbona) - 1h01'06"
- 11º alla Great North Run ( Newcastle upon Tyne) - 1h05'43"
- 11º alla Mezza maratona di Setúbal ( Setúbal) - 1h06'04"

2003
- 35º alla Mezza maratona di Lisbona ( Lisbona) - 1h07'38"

2004
- 24º alla Mezza maratona di Lisbona ( Lisbona) - 1h06'04"

2005
- 58º alla Maratona di Londra ( Londra) - 2h29'22"